# Jesse González
José Luis González Gudina, meglio noto come Jesse González (Edenton, 25 maggio 1995), è un calciatore statunitense con cittadinanza messicana, portiere svincolato.

## Palmarès

### Nazionale
- Gold Cup: 1

2017